# Acronicta denvera
Acronicta denvera là một loài bướm đêm trong họ Noctuidae.